# Janže Novak
Janže Novak, slovenski pravnik ter politični in kulturni delavec, * 19. julij 1893, Notranje Gorice, † 18. julij 1934, Rab.

## Življenje in delo
Pravo je študiral v Pragi in Zagrebu, kjer je 1923 doktoriral. Že kot gimnazijec se je pridružil narodnoradikalni struji in bil med glavnimi zaupniki in organizatorji preporodovcev. Julija 1914 so ga aretirali; na t. i. ljubljanskem veleizdajniškem procesu ter nato septembra 1915 na graškem procesu obsodili na 5 let težke ječe. Po vojni je bil med Maistrovimi borci za severno mejo. Ko se je leta 1927 vrnil v Ljubljano, se je posvetil advokaturi in kmečko-delavskemu gibanju. Kot osrednja osebnost v Zvezi kmetskih fantov in deklet je sooblikoval njeno idejno-politično usmeritev. S članki v reviji Gruda, kateri je bil tudi urednik in Kmetskem listu je v obdobju diktature kralja Aleksandra I. prispeval k preusmerjanju Zveze k »novodobnemu kmetskem gibanju« v smislu jugoslovanske nacionalne ideje, ki jo je propagirala Jugoslovanska nacionalna stranka. Veliko se je posvečal reševanju agrarnega vprašanja in bil jeseni 1929 med pobudniki ustanovitve Zveze slovenskih agrarnih interesentov. Po češkem vzoru je s sodelavci septembra 1931 ustanovil Kmetsko prosveto, katere predsednik je bil do smrti.